# Leeuwin-Naturaliste National Park
Leeuwin-Naturaliste National Park är en nationalpark i Australien.   Den ligger i delstaten Western Australia, i den sydvästra delen av landet, 3 100 km väster om huvudstaden Canberra. Leeuwin-Naturaliste National Park ligger 166 meter över havet.
I omgivningarna runt Leeuwin-Naturaliste National Park växer i huvudsak städsegrön lövskog.